# Ben Gilman
Benjamin Arthur Gilman, detto Ben (Poughkeepsie, 6 dicembre 1922 – Wappingers Falls, 17 dicembre 2016), è stato un politico statunitense, membro della Camera dei Rappresentanti per lo stato di New York dal 1973 al 2003.

## Biografia
Nato a Poughkeepsie in una famiglia di immigrati ebrei, dopo gli studi alla Wharton School of the University of Pennsylvania e all'Università della Pennsylvania, Gilman prestò servizio militare nell'United States Army Air Corps durante la seconda guerra mondiale.
Prima di entrare in politica con il Partito Repubblicano, lavorò come avvocato. Eletto all'interno dell'Assemblea generale di New York nel 1967, vi rimase per sei anni.
Nel 1972 si candidò alla Camera dei Rappresentanti e riuscì a sconfiggere il democratico in carica John G. Dow. Negli anni successivi fu riconfermato dagli elettori per altri quattordici mandati, fin quando nel 2003 lasciò il Congresso dopo trent'anni di permanenza. Particolarmente attivo nell'ambito delle relazioni internazionali, fu insignito nel 2001 della prestigiosa onorificenza indiana Padma Vibhushan.
Sposatosi tre volte, ebbe cinque figli dalla prima moglie. Ben Gilman morì nel dicembre del 2016, pochi giorni dopo il suo novantaquattresimo compleanno.